# Jeanne Desparmet-Ruello
Jeanne Desparmet-Ruello, née Jeanne Marie Joséphine Ruello le 25 octobre 1847 à Issoire et morte le 6 février 1937 à Marseille, est une enseignante et directrice de lycée française.
Elle est connue pour avoir dirigé le premier lycée public de filles de France, à Montpellier. C'est à Lyon toutefois, en tant que directrice du lycée de jeunes filles de la ville, qu'elle accomplit l'essentiel de sa carrière, restant plus de vingt-cinq ans en poste. Engagée en faveur de l'éducation des filles, Jeanne Desparmet-Ruello est également une fervente partisane de la République sociale, ainsi qu'en témoigne son implication dans l'Affaire Dreyfus, puis l'Université populaire de Lyon, dont elle est à l'origine. Pour ces raisons et malgré les critiques que lui attirent son féminisme et son anticléricalisme, elle est récompensée tout au long de sa carrière pour son travail, jusqu'à être décorée de la Légion d'honneur en 1908.

## Biographie

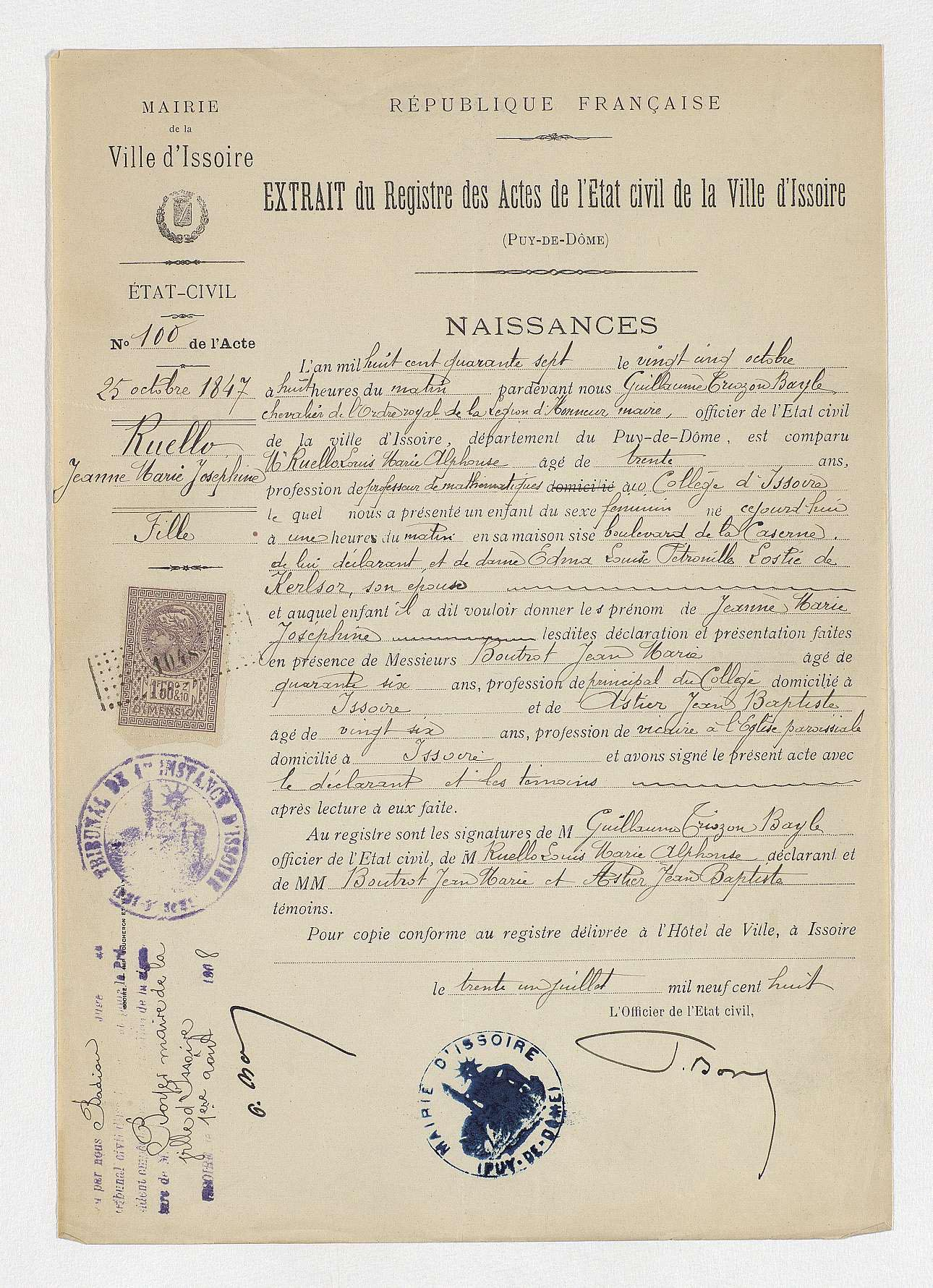
Copie conforme de l'acte de naissance de Jeanne Desparmet-Ruello, datée du 31 juillet 1908.

### Famille et jeunesse
Jeanne Ruello nait le 25 octobre 1847 à Issoire, dans le Puy-de-Dôme. Elle est la fille de deux Bretons : Louis Marie Alphonse Ruello, professeur de mathématiques, et Edma Louise Pétronille Lostie de Kerhor, femme au foyer. Mariés en 1839, ceux-ci s'installent ensemble à Quimper, où ils vivent jusqu'en 1846, date à laquelle Alphonse Ruello est nommé au collège d'Issoire. Outre Jeanne, lui et son épouse sont également les parents de trois autres filles : Julie (née en 1844), Marie (née en 1845 ou 1846) et Louise Edma (née en 1850). C'est à la suite de la naissance de sa quatrième fille qu'Edma Ruello meurt le 15 aout 1850, après quoi Alphonse Ruello abandonne ses filles. Ces dernières sont alors recueillies par leur tante et leur oncle, Hortense de Kerhor et Alexandre Gillet, qui les élèvent à Bordeaux avec le soutien financier de deux autres oncles.
Bien que Jeanne et Louise Edma Ruello ne bénéficient pas des mêmes moyens que leurs sœurs ainées, elles étudient comme elles au couvent des dames de Lorette jusqu'à l'âge de dix-huit ans. Puis lorsqu'elle en sort, en octobre 1865, Jeanne Ruello s'inscrit au cours Saugeon, où elle continue d'étudier, en particulier les matières scientifiques.

### Carrière
En 1866, Jeanne Ruello commence sa carrière d'enseignante, dans le cours qu'a fondé sa sœur Julie la même année. À partir de 1868, elle enseigne également au cours Saugeon. Tandis qu'elle s'occupe surtout de l'écriture et de la lecture au cours Ruello, elle dispense des cours de mathématiques, d'histoire et de sciences naturelles dans le second.
Le 22 octobre 1873, plus d'un an après avoir été sollicitée par l'adjoint au maire de Bordeaux chargé de l'Instruction publique, Jeanne Ruello est nommée directrice de l'École supérieure de jeunes filles que la ville ouvre en décembre de la même année rue de Cheverus. Elle demeure huit ans à ce poste. En parallèle, Jeanne Ruello étudie et obtient deux baccalauréats en 1878 et 1879, puis une licence ès sciences naturelles le 27 novembre 1880,. En octobre 1881, Jules Ferry, alors ministre de l'Instruction publique et des Beaux-Arts, la nomme à la tête du premier lycée public de filles de France, à Montpellier.

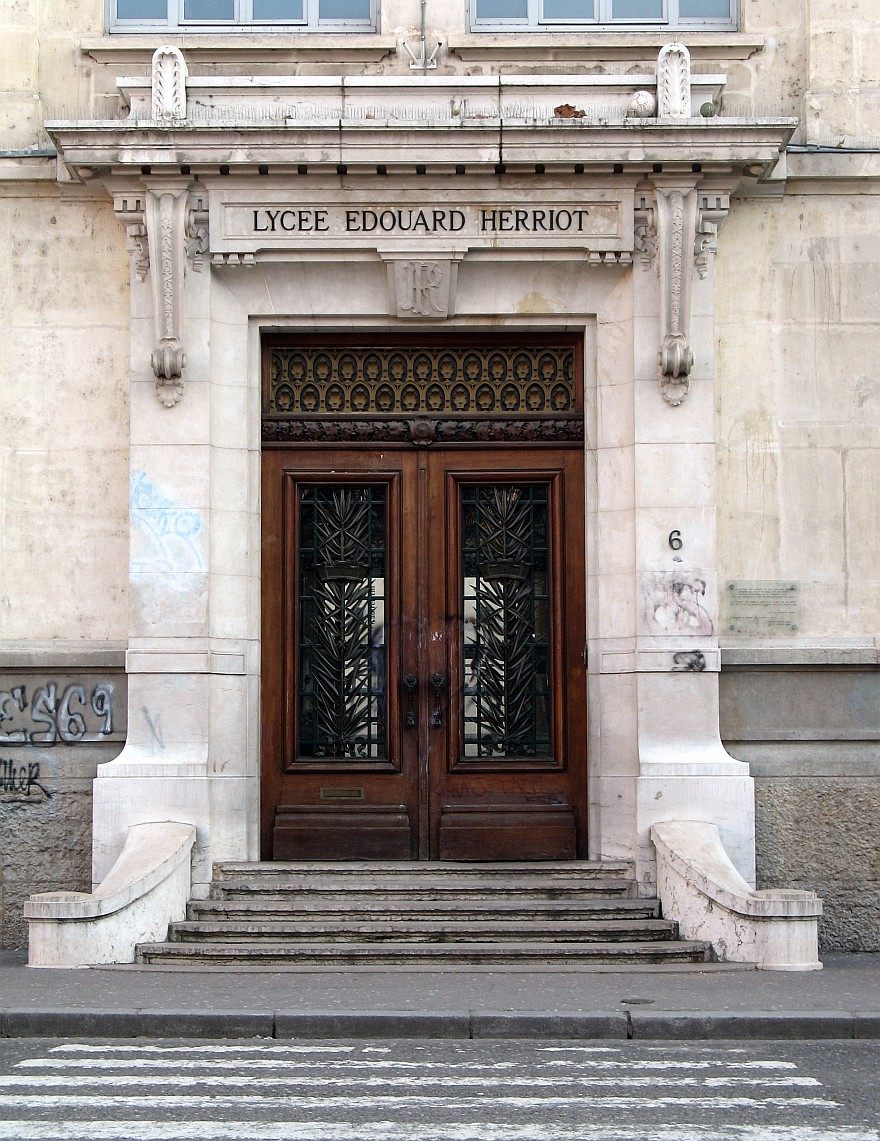
Entrée de l'actuel lycée Édouard-Herriot, à l'origine le premier lycée de jeunes filles de Lyon, dans le 6e arrondissement de la ville.

Jeanne Ruello ne reste qu'un an à Montpellier : alors que les lois rendant l'enseignement public laïque font déjà l'objet de vives critiques de la part des congrégations religieuses, la directrice doit par ailleurs faire face à une municipalité qui ne lui fait pas confiance. Après avoir écrit à Jules Duvaux, qui a succédé à Jules Ferry le 7 aout 1882 à l'Instruction publique et aux Beaux-Arts, Jeanne, désormais Desparmet-Ruello, obtient d'être nommée à la direction d'un autre lycée de jeunes filles, cette fois-ci à Lyon.
Le premier lycée de jeunes filles de Lyon ouvre ses portes en janvier 1883. Devant le peu d'élèves qui y sont inscrites, Jeanne Desparmet-Ruello décide de visiter les familles, plutôt juives et protestantes, du 6e arrondissement de la ville, a priori plus susceptibles que les catholiques de lui envoyer leurs filles. D'une trentaine d'élèves en janvier 1883, les effectifs passent à 97 à la rentrée d'octobre, puis à plus de 200 à la rentrée suivante.
En parallèle de ses activités de directrice, Jeanne Desparmet-Ruello fait régulièrement paraitre des articles, des extraits de ses propres cours ou bien les meilleures copies de ses élèves dans les revues L'Enseignement secondaire des jeunes filles (dirigée par Camille Sée) et Revue de l'enseignement secondaire et de l'enseignement supérieur.

### Mariage et enfants
Le 11 janvier 1882, Jeanne Ruello épouse Henry Desparmet, un professeur de mathématiques qu'elle a rencontré au cours Saugeon et qui « partag[e] et soutien[t] [ses] engagements ». Ingénieur de formation, il semblerait qu'Henry Desparmet préfère ensuite assister son épouse dans ses missions plutôt qu'occuper un emploi à l'extérieur, ce qui leur est reproché dans un rapport d'inspection de 1901. Ensemble, ils ont trois enfants : Édouard, né le 31 juillet 1884 ; Edma, née le 10 octobre 1887, et Jean, né le 7 juillet 1891.
Après avoir obtenu son baccalauréat avec mention très bien, Édouard Desparmet poursuit ses études à l'Institut de chimie de l'université de Lyon. Il s'installe ensuite à son compte en tant que chimiste, à Paris. Le 3 janvier 1914, Édouard Desparmet épouse Yvonne Jouan, qu'il a rencontrée à la capitale. Ils ont deux enfants : Simone d'abord, née en 1915, puis Jean, né en 1920. Mobilisé durant la Première Guerre mondiale au centre de recherches de la poudrerie du Bouchet, Édouard Desparmet s'en retourne en région parisienne avec sa famille à la fin de la guerre. De nouveau à son compte, il crée la société LACHTENE (Laboratoire de recherches chimiques et techniques) à Nanterre.
Edma Desparmet, quant à elle, étudie au lycée de jeunes filles que dirige sa mère jusqu'en 1906, année d'obtention de son brevet supérieur. Elle épouse Raymond Aubert, un ami de son frère Édouard, le 5 octobre 1909, deux ans après leurs fiançailles. Ils deviennent parents en 1915, lors de la naissance de leur fille Hélène, la première des petits-enfants de Jeanne Desparmet-Ruello. En 1924, à la suite de la nomination de son mari au poste de directeur de la société cotonnière de Nam Dinh, Edma Aubert et sa famille s'installent au Tonkin (actuel Viêt Nam) pour cinq ans.

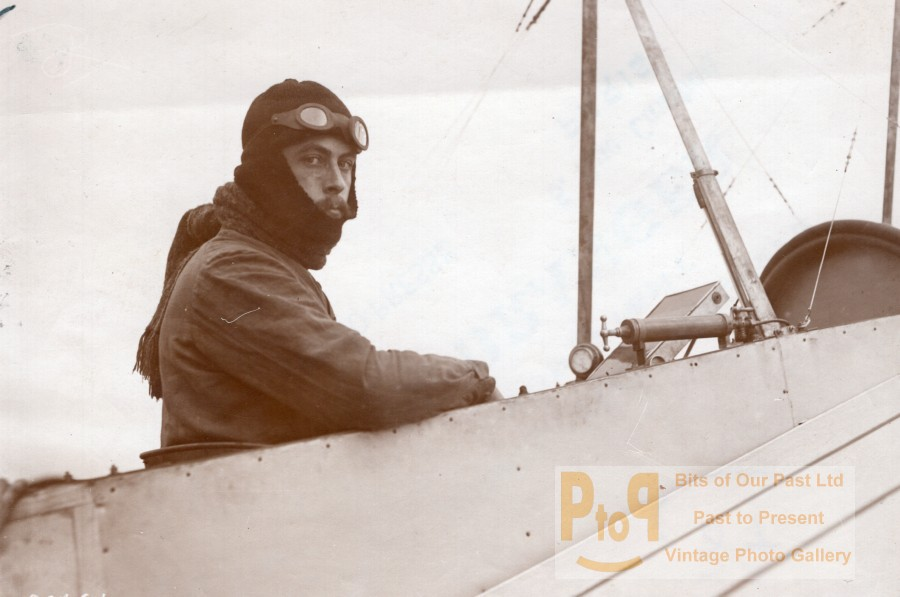
Jean Desparmet à bord d'un avion.

Jean Desparmet, enfin, quitte le collège en classe de troisième pour une école de mécaniciens pilotes au Royaume-Uni. De retour à Lyon, il rentre à l'école d'aviation de Bron en tant que mécanicien avant d'intégrer l'école d'aviation d'Étampes où il obtient son brevet de pilote le 23 mars 1911. Peu de temps après, Jean Desparmet se fait embaucher en tant que chef pilote des établissements Blériot. Le 27 octobre 1911 cependant, il meurt dans un accident d'avion, lors d'un concours à Reims. Comme il était membre du Motocyclisme Club de Lyon, Jeanne Desparmet-Ruello organise en sa mémoire une course de motocyclisme en juin 1912 : le Challenge Desparmet. Une rue porte son nom dans le 8e arrondissement de Lyon.

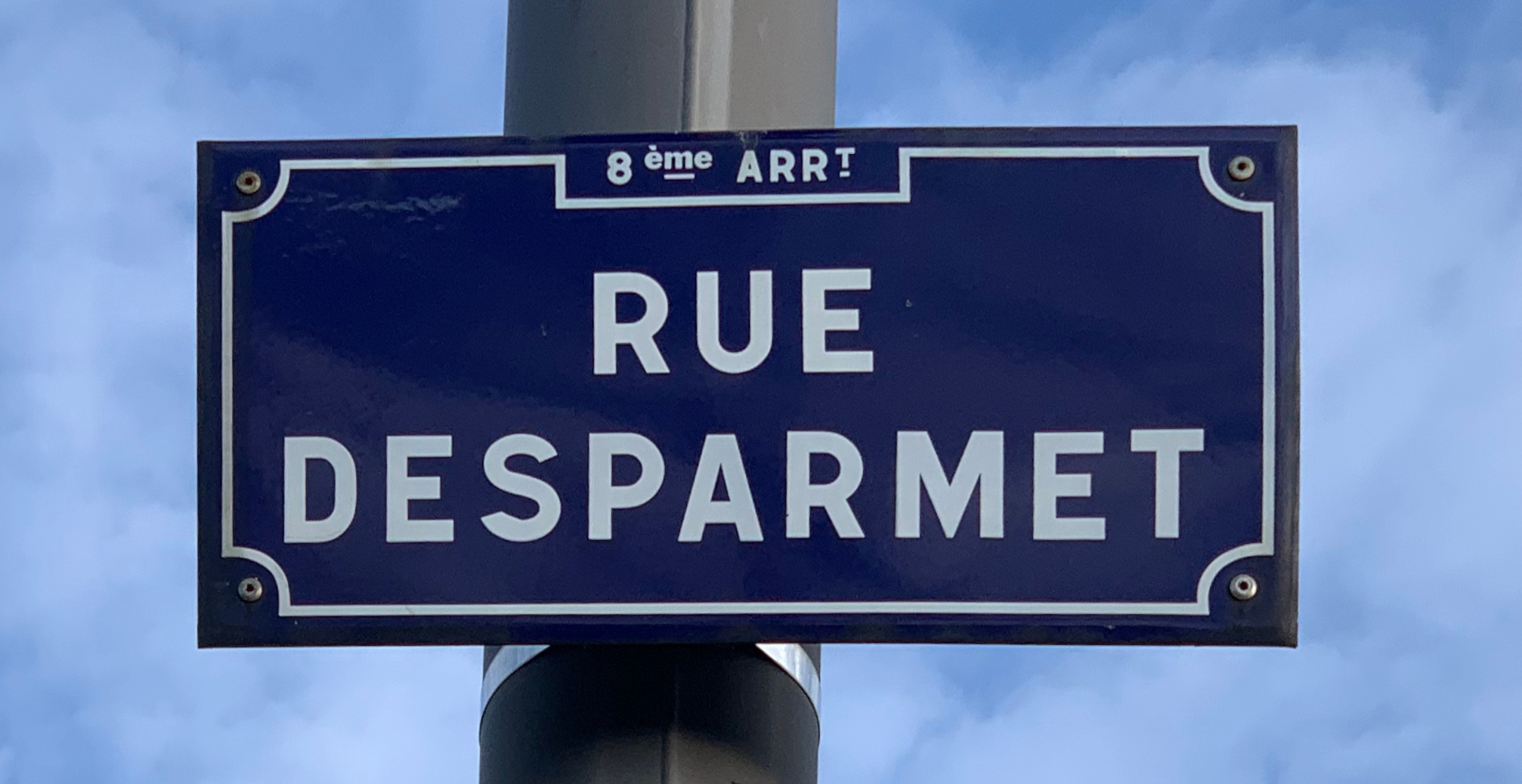
Panneau indiquant la rue Desparmet, dans le 8^{e} arrondissement de Lyon.

### Engagements

#### Socialisme
Jeanne Desparmet-Ruello se revendique socialiste sans jamais clairement définir ce qu'elle entend par là. D'après l'historienne Mélanie Fabre, elle l'est ainsi moins par « adhésion à une pensée doctrinale inspirée du marxisme » que par ses fréquentations politiques et ses autres engagements, en particulier en matière d'éducation, qui donnent à voir une femme attachée à la République et décidée à la rendre sociale.
Ayant à cœur les intérêts des ouvriers, Jeanne Desparmet-Ruello n'en milite pas moins aussi pour l'amélioration des conditions de vie du personnel enseignant. Demandant au recteur qu'il améliore les conditions de vie de ses enseignantes à Lyon, que ce soit en les logeant à proximité du lycée, en augmentant le montant de leur indemnité compensatoire ou en accordant le traitement hors classe à certaines d'entre elles, elle milite plus généralement pour une augmentation des salaires des instituteurs et pour que leurs homologues féminines soient payées à égalité.

#### Féminisme
Jeanne Desparmet-Ruello œuvre depuis le début de sa carrière à ce que les jeunes filles de ses établissements bénéficient non seulement des mêmes enseignements, mais aussi des mêmes conditions d'apprentissage que les garçons de leur âge, ce qui fait dire en 1911 à la rédaction du journal féministe La Française qu'elle est « la première universitaire qui ait donné l'exemple du prosélytisme en faveur de notre cause ». Du côté de sa hiérarchie, les commentaires sont moins élogieux : ainsi, Gabriel Compayré, le recteur de Lyon d'alors, déclare en mai 1901 qu'elle « compromet le lycée par sa réputation méritée de féministe exaltée ».
Ayant elle-même une sensibilité particulière pour la science, Jeanne Desparmet-Ruello réfute l'idée selon laquelle les femmes seraient plus naturellement disposées pour les lettres que les hommes. Selon elle, c'est par stratégie que les hommes tiendraient ce type de discours, afin d'exclure les femmes du domaine des sciences. Consciente également de ce que l'idée que les filles bénéficient du même enseignement en la matière que les garçons n'est pas des plus populaires, Jeanne Desparmet-Ruello mobilise à ce sujet des arguments relatifs à l'harmonie au sein du couple et, plus largement, de la société nationale, plus consensuels, pour convaincre ses opposants. Ainsi, il s'agirait surtout de former des femmes capables d'assister les hommes de leur famille dans leurs travaux et affaires.
Sous le pseudonyme de Paule Branzac, Jeanne Desparmet-Ruello fait paraitre de temps en temps ses opinions dans le journal féministe La Fronde, fondé en 1897 par Marguerite Durand. Après être intervenue lors du congrès international de la condition et des droits des femmes en 1900, elle intègre également le comité directeur de la Société d'éducation et d'action féministes, fondée en 1903 par Odette Laguerre.

#### Affaire Dreyfus
Tous deux dreyfusards, Jeanne Desparmet-Ruello et son mari adhèrent à la Ligue des droits de l'homme, créée en 1898 notamment par Ferdinand Buisson, Gabriel Séailles et Charles-Marie Zévort. C'est dans le contexte de l'Affaire qu'elle initie la création de l'Université populaire de Lyon, afin de « républicaniser » les ouvriers.

#### Éducation populaire
Ainsi, Jeanne Desparmet-Ruello organise une première réunion afin de réfléchir à la création d'une université populaire qui réunirait les différents cercles populaires lyonnais à la fin de l'année 1899,. Dans les mois qui suivent, la Société lyonnaise d'instruction et d'éducation populaire est créée. La victoire de Victor Augagneur aux municipales cette année-là lui permet de disposer en 1900 de son propre local, dans le quartier de la Croix-Rousse. Avant cela, les membres de la Société — parmi lesquels plusieurs personnalités de la gauche républicaine (Jean Appleton, le docteur Beauvisage, Louis Chazette, Justin Godart, Édouard Herriot) — organisaient des conférences dans les locaux des cercles de Vaise, la Guillotière et la Croix-Rousse. L'enseignement s'y veut « scientifique, laïque et social » et à la portée du plus grand nombre : « la difficulté des cours ne doit pas excéder le niveau du secondaire ». Entre 1900 et 1904, Jeanne Desparmet-Ruello participe régulièrement à l'Université populaire de Lyon, y donnant soit des conférences, soit des lectures de la revue Pages libres ou de pièces de théâtre. Elle s'implique aussi au niveau national, participant en 1902 au congrès de la Ligue française de l'enseignement, puis en 1904 au congrès des universités populaires. L'Université populaire de Lyon cesse ses activités à partir de 1905.
Il est à noter que le père de Jeanne Desparmet-Ruello, Alphonse Ruello, était lui-même engagé en faveur de l'éducation populaire. Ainsi, il est l'auteur en 1848 d'une brochure, adressée au ministre de l'Instruction publique de l'époque, dans laquelle il appelle de ses vœux à la création d'« institutions fraternelles fondées sur la libre association de tous les dévouements ». Contrairement à sa fille cependant, qui se dit libre-penseuse, c'est « un sentiment religieux très prononcé » qui l'anime.

#### Anticléricalisme
Anticléricale et attachée au principe d'un enseignement laïque, Jeanne Desparmet-Ruello adhère en 1901 à la Société Condorcet, qui milite pour l'abrogation de la loi Falloux, laquelle accorde une grande place à l'Église catholique dans l'enseignement primaire et secondaire. Du fait de son statut de directrice d'un établissement scolaire, elle est néanmoins contrainte d'en quitter le comité par Gabriel Compayré,. Le recteur lui reproche aussi son engagement au sein de l'Université populaire de Lyon, s'appuyant dans un rapport notamment sur la description qu'en fait le pasteur Fulliquet, un de ses membres fondateurs : « une école qui prend des allures accentuées d'athéisme ». De fait, après avoir fait en sorte que le contenu des cours dispensés dans celle-ci soit non religieux, Jeanne Desparmet-Ruello parvient lors du congrès de la Ligue de l'enseignement de 1902 à faire passer une motion stipulant que toutes les universités populaires ne peuvent désormais plus être organisées ni administrées « que par des personnes dégagées de toutes préoccupations confessionnelles ».
Parmi les autres manifestations de son hostilité aux religions établies, on compte également sa participation au congrès international de la libre-pensée, à Rome, en 1904, ainsi que certains de ses articles parus sous pseudonyme dans L'Instituteur républicain, La femme nouvelle et La Fronde.

### Retraite et mort
Après plus de vingt-cinq ans passés en tant que directrice du lycée de jeunes filles de Lyon, Jeanne Desparmet-Ruello quitte ses fonctions et prend sa retraite en juillet 1909. Avec son mari Henry, également retraité, ils quittent alors leur appartement de l'avenue de Saxe, à Lyon, pour s'installer à Villeurbanne, boulevard de la Côte (aujourd'hui boulevard Eugène-Réguillon). Ils n'y restent néanmoins pas longtemps : après la mort de leur fils cadet, Jean, Jeanne Desparmet-Ruello et son mari touchent une importante somme d'argent de la part des établissements Blériot, grâce à laquelle ils font construire la Villa Jean-Desparmet. Située à Bron, où est enterré leur fils, ils s'y installent à l'été 1912.
Henry Desparmet meurt le 21 mai 1928 à Castel Roch, leur maison de famille au Conquet. Depuis 1896 en effet, et le rachat par Jeanne Desparmet-Ruello et ses cousins de l'ancienne propriété de leur oncle Edmond Ferdinand Lostie de Kerhor de Saint-Hippolyte, ils ont l'habitude de passer une partie au moins de la belle saison dans le Finistère. Après la mort de son mari, Jeanne Desparmet-Ruello s'installe à Marseille, chez sa fille Edma. C'est là qu'elle meurt à son tour le 6 février 1937. Incinérée, elle repose néanmoins à Bron, aux côtés de son fils cadet et de son mari.

## Principes pédagogiques
Jeanne Desparmet-Ruello a, depuis le début de sa carrière de directrice, à cœur que les jeunes filles de ses établissements bénéficient des mêmes enseignements que les garçons de leur âge. Au-delà des sciences, elle milite aussi pour qu'elles aient des cours d'histoire contemporaine, quand bien même cela « touche[rait] de trop près à la politique ». Après avoir requis une adhésion à la Ligue nationale d'éducation physique en 1889, elle fait également officiellement inscrire dans les programmes de ses élèves de Lyon les cours d'éducation physique en 1895. D'un autre côté, Jeanne Desparmet-Ruello agit afin que soit réduit le volume horaire accordé aux arts d'agrément qu'elle qualifie d'« études frivoles ».
S'agissant des langues étrangères, Jeanne Desparmet-Ruello met en place des groupes de niveau en anglais et en allemand pour ses élèves de Lyon.
Elle plaide par ailleurs pour un enseignement laïque[réf. nécessaire].

## Distinctions

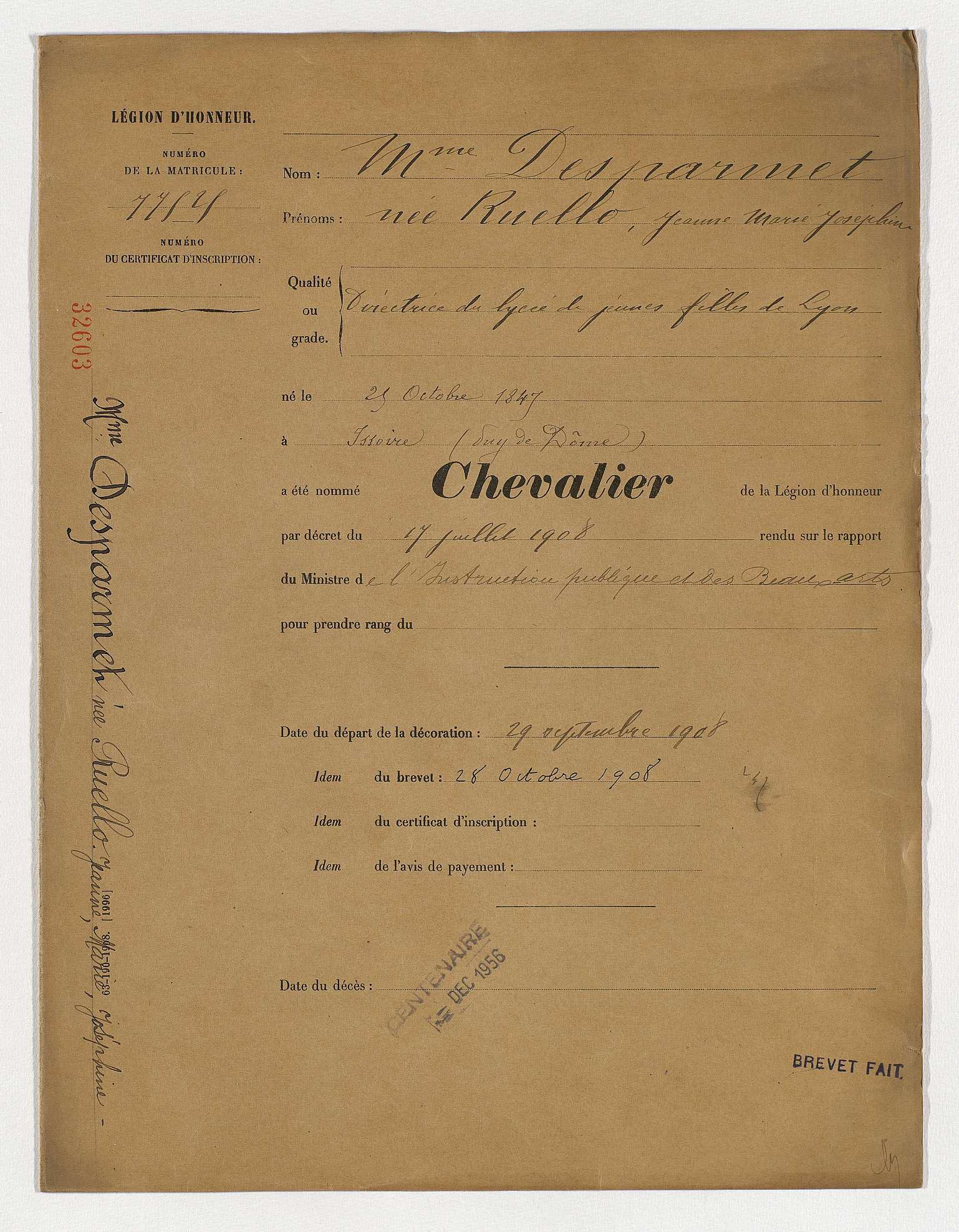
Brevet de chevalier de la Légion d'honneur (face recto) de Jeanne Desparmet-Ruello.

Jules Ferry remet à Jeanne Desparmet les palmes d'officier d'académie en 1880. Deux ans plus tard, c'est au tour de Jules Duvaux de la récompenser par celles du grade de chevalier.
Reconnue pour son travail au lycée de jeunes filles de Lyon, Jeanne Desparmet-Ruello est nommée officier de l'instruction publique le 12 juillet 1888, puis directrice 1re classe en 1894.
Le 25 juillet 1908, au vu de l'ensemble de sa carrière et de son engagement à la suite de l'Affaire Dreyfus, elle est faite chevalier de la Légion d'honneur.

## Hommages

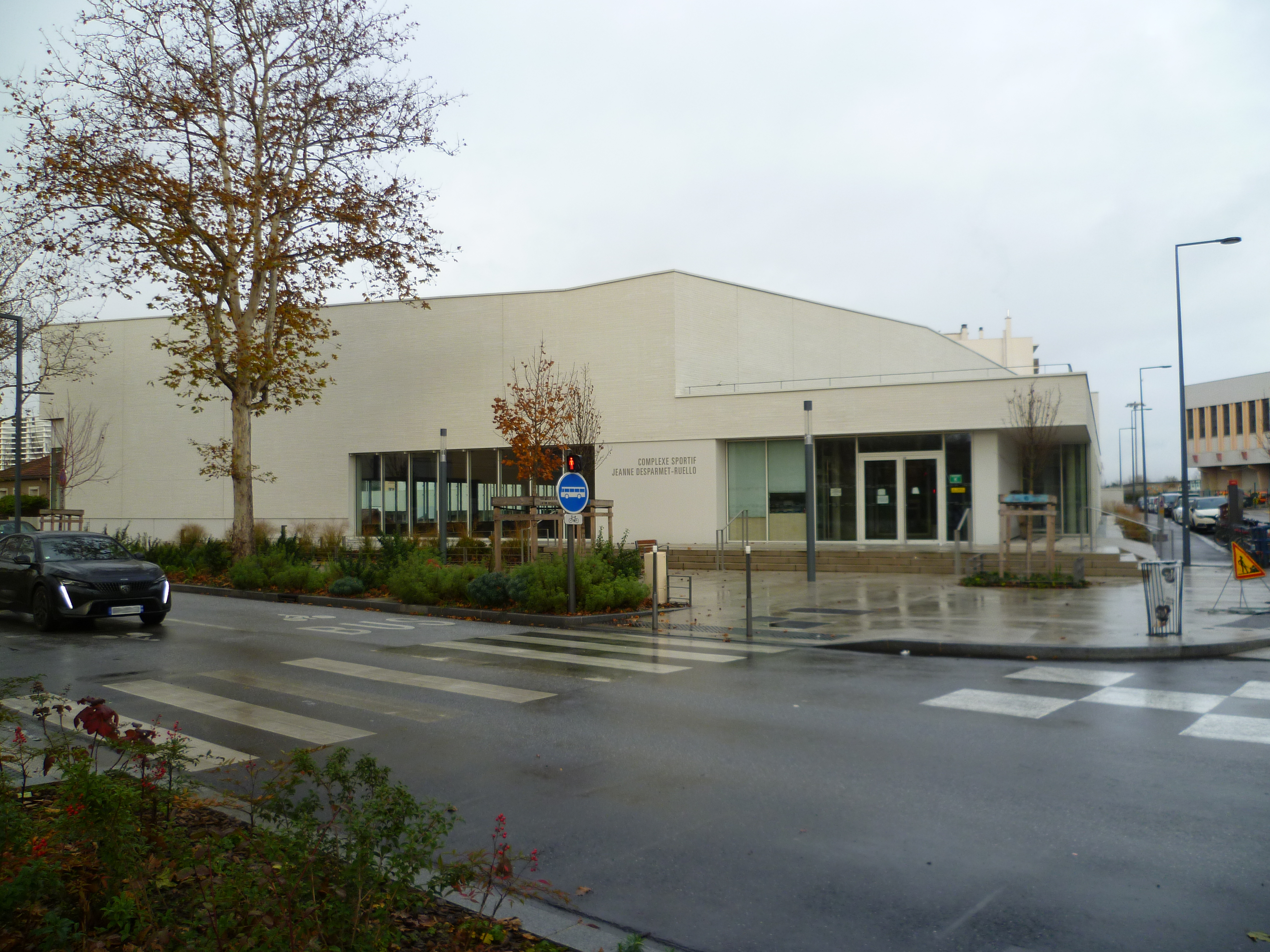
Le complexe sportif Jeanne Desparmet-Ruello, à Villeurbanne.

Le 9 décembre 2022, un gymnase portant le nom de Jeanne Desparmet-Ruello est inauguré dans le quartier de Cusset, à Villeurbanne. À cette occasion, Claire Paul, autrice d'une biographie de la directrice publiée en 2019, revient sur sa vie.

## Publications
- L'Enseignement secondaire des jeunes filles à l'Exposition de Zurich : l'école de Zurich, Paris, L. Cerf, 1884, 22 p.
- Les Programmes de sciences dans les lycées de jeunes filles : réponse à M. Camille Sée, Paris, L. Cerf, 1884, 11 p.

### Claire Paul,Jeanne Desparmet-Ruello
1. ↑  Paul 2019, p. 46.
2. ↑  Paul 2019, p. 48.
3. ↑  Paul 2019, p. 49.
4. ↑  Paul 2019, p. 52-58.
5. ↑  Paul 2019, p. 60-61.
6. ↑  Paul 2019, p. 59.
7. 1 2  Paul 2019, p. 61.
8. ↑  Paul 2019, p. 73-75.
9. 1 2 3  Paul 2019, p. 84.
10. ↑  Paul 2019, p. 80.
11. ↑  Paul 2019, p. 105.
12. ↑  Paul 2019, p. 106.
13. 1 2  Paul 2019, p. 122.
14. ↑  Paul 2019, p. 125.
15. ↑  Paul 2019, p. 130.
16. ↑  Paul 2019, p. 146.
17. ↑  Paul 2019, p. 88.
18. ↑  Paul 2019, p. 133.
19. 1 2 3  Paul 2019, p. 208.
20. 1 2  Paul 2019, p. 217.
21. 1 2 3  Paul 2019, p. 228.
22. 1 2 3 4  Paul 2019, p. 229.
23. ↑  Paul 2019, p. 211-212.
24. ↑  Paul 2019, p. 221.
25. ↑  Paul 2019, p. 191-192.
26. ↑  Paul 2019, p. 192.
27. ↑  Paul 2019, p. 142-143.
28. ↑  Paul 2019, p. 169.
29. ↑  Paul 2019, p. 201.
30. ↑  Paul 2019, p. 170.
31. ↑  Paul 2019, p. 187.
32. 1 2  Paul 2019, p. 189.
33. ↑  Paul 2019, p. 188-189.
34. ↑  Paul 2019, p. 190.
35. ↑  Paul 2019, p. 191.
36. ↑  Paul 2019, p. 204.
37. ↑  Paul 2019, p. 186.
38. ↑  Paul 2019, p. 216.
39. ↑  Paul 2019, p. 227.
40. ↑  Paul 2019, p. 174.
41. ↑  Paul 2019, p. 231.
42. ↑  Paul 2019, p. 145.
43. ↑  Paul 2019, p. 144.
44. ↑  Paul 2019, p. 118.
45. ↑  Paul 2019, p. 157.
46. ↑  Paul 2019, p. 214.

### Autres références
1. 1 2 3  Fabre 2020, p. 118.
2. 1 2 3 4 5 6  Fabre 2023.
3. ↑  « Rue Desparmet », sur Les rues de Lyon, 19 octobre 2016 (consulté le 13 décembre 2023)
4. ↑  Fabre 2020, p. 132.
5. ↑  Fabre 2020, p. 116.
6. ↑  Fabre 2020, p. 135.
7. ↑  Fabre 2020, p. 118-119.
8. ↑  Fabre 2020, p. 123.
9. ↑  Fabre 2020, p. 128.
10. 1 2  Jean Henning, « Enseigner le droit à l'Université populaire lyonnaise, entre activité doctrinale et engagement politique (1899-1903) », Les Études sociales, vol. 1, no 173,‎ 2021, p. 51-89 (lire en ligne)
11. ↑  Fabre 2020, p. 124-126.
12. 1 2  Laurence Roulleau-Berger, « Sociographie des Universités populaires : le cas de Lyon », dans Régis Bernard, Monique Buisson, Jean Camy, Laurence Roulleau-Berger et Guy Vincent, Éducation, fête et culture, Lyon, Presses universitaires de Lyon, 1981, 186 p. (ISBN 9782729709754, lire en ligne), p. 105-146.
13. ↑  Fabre 2020, p. 126-127.
14. ↑  Fabre 2020, p. 121-122.
15. ↑  Fabre 2020, p. 121.
16. ↑  Fabre 2020, p. 122.
17. ↑  Paul 2019, p. 173.
18. ↑  Fabre 2020, p. 138.
19. ↑  Étienne Le Page, « Villeurbanne. Le gymnase Jeanne-Desparmet-Ruello, un nouvel équipement pour Cusset » , sur Le Progrès, 10 décembre 2022 (consulté le 4 novembre 2023).